# Wiarbickija
Wiarbickija (biał. Вярбіцкія; ros. Вербицкие, Werbickije) – wieś na Białorusi, w obwodzie mińskim, w rejonie mińskim, w sielsowiecie Baraulany.